# دکس
دکس (به انگلیسی: DAX) مخفف (Deutscher Aktienindex) یک شاخص بازار سهام بلو چیپ شامل ۳۰ شرکت اصلی بورس فرانکفورت آلمان است. قیمت‌های این شاخص از محل معاملات اکسترا گرفته می‌شود. به اعتقاد Deutsche Börse، اپراتور اکسترا و شاخص دکس، عملکرد استاندارد پایه ۳۰ شرکت بزرگ آلمان بر اساس حجم معامله و سرمایه‌گذاری بازار ارائه می‌دهد. این شاخص در واقع مشابه اف‌تی ۳۰ و میانگین صنعتی داو جونز می‌باشد، با این تفاوت که به دلیل کوچک بودن حجم نمونه شرکت‌های شاخص، ضرورتاً نمای کاملی از عملکرد کل اقتصاد آلمان ارائه نمی‌دهد.
DAX شامل قیمت‌های سهام شرکت‌هایی همچون BMW, Bayer, MAN, Volkswagen, Siemens, Deutsche Bank, Lufthansa, Deutsche Boerse, Daimler, DT. Telekom, E.ON, Allianz SE VNA BASF و دیگران می‌باشد. هر شرکت وزن مختص به خود را در شاخص دارد، ضمن اینکه، ده‌ها شاخص ویژهٔ DAX محاسبه می‌شوند که معروف‌ترین شان TecDAX است. TecDAX شاخص بخش شرکت‌های فن آوری بالا است که بر اساس قیمت‌های نقدترین سهام‌های شرکت‌های فن آوری بالا محاسبه می‌شود. DAX مبنای معاملات آتی (FDAX) و معاملات آپشن (ODAX) است. این اوراق بهادار مشتقه توسط بورس معاملات الکترونیکی آتی و آپشن اروپا (Eurex) ارائه می‌شوند.

#### تفاوت بین DAX30 و DAX40
شاخص DAX ابتدا شامل 30 شرکت بزرگ و نقدشونده آلمان بود. انتخاب این 30 شرکت بر اساس ارزش بازار آن‌ها انجام می‌شد و حجم معاملات در انتخاب این شرکت‌ها تاثیری نداشت. این شاخص با نماد GER30 معامله می‌شد و تا سپتامبر 2021 شامل 30 شرکت بود. 
اما از سپتامبر 2021 به بعد، به شاخص DAX10 شرکت دیگر اضافه شدند، که به طور معمول به عنوان DAX40 شناخته می‌شود. این تغییر به منظور افزایش تنوع و نمای représentation بیشتر از بازار سهام آلمان انجام شد. شرکت‌های اضافه شده به شاخص DAX40 همچنان از شرکت‌های بزرگ و نقدشونده آلمان انتخاب می‌شوند. این شاخص با نماد GER40 معامله می‌شود و به عنوان یک نماینده بهتر از بازار سهام آلمان عمل می‌کند. تغییر از DAX30 به DAX40 به این معنا است که اکنون این شاخص شامل 40 شرکت بزرگ آلمانی است و نه 30 شرکت همچنان در بازار نگاه داشته می‌شود.